# Garwin Sanford
Garwin Sanford (nacido el 14 de marzo de 1955 en Truro, Canadá) es un actor de cine y de televisión canadiense conocido por sus papeles en Stargate SG-1 y Stargate Atlantis.

## Vida y carrera
En 1980 se graduó como actor en el Estudio 58 de la Universidad de Langara. Los papeles más notables que hizo como actor fueron el de Narim en Stargate SG-1 y Simon Wallace en Stargate Atlantis. Al principio apareció en 1984 en varios vídeos de musicales de Adams Bryan. Así empezó su carrera. En 1994-95, él interpretó el papel del Capitán Taylor Shield en la serie de aventura histórica Hawkeye. También ha hecho papeles de huésped series televisiva como Smallville, Airwolf, Norte de 60, MacGyver, Sliders, Highlander: La Serie, El aprendiz de Merlin, La Odisea, Los Límites Exteriores, Tierra: Conflicto Final, Ángel Oscuro, El 4400, Eureka, Tan Extraño y Sobrenatural.  
En el 2005 Sanford apareció en Receta para una Navidad Perfecta (aka Smothered) como Clay McNeil y como Bob Mann en el docudrama Supervolcán. 
En el 2013, Sanford apareció como el Rey Rojo en Erase una vez en Wonderland y como el vicepresidente Brubaker en Independence Daysaster. Sanford. También ha tenido funciones de huésped en Cedro Cove como Colin McFadden y como William Thatcher en Cuándo Llama el Corazón.
Sanford es también un artista, especializando en obras de bolígrafo y tinta y un escultor. En el 2015 Sanford era el recipiente del Premio Sam Payne, un premio dado a un B.C. Artista quién demuestra humanidad, integridad y el ánimo de talento nuevo.

## Filmografía (Selección)

### Películas
- 1988: El cuerpo del delito (película de televisión)
- 1988: Acusados
- 1989: La mosca 2
- 1990: La muerte de La Masa (película de televisión)
- 1996: Escondido en la memoria
- 1998: Tormenta de fuego
- 2000: Testigo en negativo (película de televisión)
- 2000: Asesino implacable
- 2003: 23 días de miedo
- 2005: Supervolcán (película de televisión)
- 2010: Cortina de humo (película de televisión)
- 2012: El hombre de las sombras
- 2015: El guardián de pájaros

### Series
- 1984–1987: Airwolf (3 episodios)
- 1987–1990: 21 Jump Street (4 episodios)
- 1992–1994: La odisea (8 episodios)
- 1994–1995: Hawkeye (21 episodios)
- 1994 : Highlander la Serie [Temporada 3], (Capítulo 9: Shadows), como: John Garrick.
- 1997-2002: La Tierra: Conflicto Final (3 episodios)
- 1998–2001: Stargate SG-1 (3 episodios)
- 2004–2005: Stargate Atlantis (3 episodios)
- 2007–2007: Painkiller Jane (3 episodios)
- 2010: Supernatural
- 2015–2018: Cuando habla el corazón (8 episodios)